# 瑞甸书塾

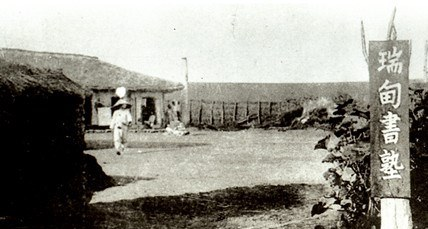
瑞甸书塾

瑞甸书塾（中国朝鲜语：／）是朝鲜反日志士李相卨等人于1906年8月在今中国吉林省延边朝鲜族自治州龙井市创办的一所私立书塾，是中国朝鲜族的第一所近代新式学校，也是中国朝鲜族反日民族教育的开端。:333:120

## 历史
20世纪初，新学运动兴起。延边各地的朝鲜族私塾，相继改革旧学，进行新科学文化知识教育和反日民族主义启蒙教育。1905年，朝鲜沦为日本保护国后，许多立志恢复国家主权的朝鲜反日志士纷纷迁入延边地区，开展反日救国启蒙教育。:333
1906年8月，朝鲜反日志士李相卨买下龙井村基督教会人士崔炳益的私宅创办“瑞甸书塾”。李相卨是书塾的塾长负责资助书塾的经营费用。教员有李相卨、吕祖铉、金禹容、黄达永。郑淳万、李东宁负责书塾的经营。书塾招收了延边各地22名学生，实行包括小学、中学课程在内的新型学校教育，并向学生进行反日民族独立启蒙教育。这是中国朝鲜族的第一所近代新型学校:333:120。
1907年5月，李相卨作为朝鲜高宗的首席特使被派往海牙，参加第二次万国和平会议。李相卨离开龙井后，吕祖铉被推举为塾长，与金禹容、黄达永等人通力合作，继续坚持办书塾。 同年7月，日本人无视中国主权在龙井村成立“统监府间岛派出所”，加紧了对中国东北的侵略和对东北朝鲜族的殖民主义教育。统监府间岛派出所所长斋藤季次郎为取缔这所反日的新式学堂，施展了各种伎俩，瑞甸书塾在龙井创办仅8个月后不得不被迫停办:335。日本人用钱买下瑞甸书塾后，统监府间岛派出所不仅在其校址上建立了东北第一所专门招收朝鲜族学生的日式“间岛普通学校”，还通过“资助”延边各地的20余所朝鲜族书塾，将朝鲜族书塾纳入间岛普通学校的统治之下，以扩大其对商埠地之外朝鲜族教育的侵略:335-336。不过，瑞甸书塾的教职员们带领部分学生，将书塾转移到珲春塔头沟附近，继续办学。经一年左右的时间，书塾培养出三个班级的74名学生，之后由于日本人的阻挠和教学资金的匮乏解散。

## 影响
虽然瑞甸书塾成立的时间不长，但作为中国境内朝鲜族的第一所近代新式学校，在朝鲜族历史上有着重要的地位，是中国朝鲜族新学运动和反日民族教育的开始:333。受瑞甸书塾的影响，延边各地掀起了创办新学的热潮。1907年，南性祐、吴祥根等人在延吉西郊卧龙洞建立了“昌东学校”。1908年，原瑞甸书塾教师朴桢瑞等人以和龙县明东村有识之士金跃渊创办的旧书塾“圭岩斋”为基础，创建了“明东学校”。同年10月，姜佰奎、俞汉丰等人在和龙县子洞屯厚底洞建立了“正东学校”:334:120。延边地区的一些近代学校还附设中学和女生部。1914年12月，反日志士李东辉在汪清县罗子沟建立了旨在培养反日军事人才的“士官学校”。1916年末，和龙、延吉、汪清、珲春、安图5县的朝鲜族私立学校的数目达到157所，占东北朝鲜族学校数目的68.9%，学生数量达到3879人，占东北朝鲜族学生的61.5%:334。
朝鲜族私立学校是朝鲜族反日运动的策源地，其师生也是反日运动的主力军。1919年3月13日，龙井地区爆发的三一三大规模反日游行示威运动的主力军就是明东学校、正东学校等朝鲜族私立学校的师生。各私立学校培养的学生发展成为1920年代朝鲜族反日武装斗争的骨干力量:334:120。1920年10月，日本人在延边发起“庚申年大讨伐”，大肆逮捕朝鲜族师生，并烧毁了30多所朝鲜族学校。1920年代，朝鲜族学校开设向中等教育扩展，龙井地区先后出现了恩真中学、大成中学、东兴中学、明新中学等私立朝鲜中学，尽管背景各不相同，但都在不同程度上带有反日民族教育，抵制日本教育渗透的性质。1930年，龙井地区的大成、东兴等中学成立了中共延边地下党支部:335。

## 纪念
- 1995年，吉林省延边朝鲜族自治州龙井市龙井实验小学校园内建“瑞甸书塾遗迹地”纪念碑，2001年在纪念碑南侧建李相卨亭[6]:298